# Ekers kyrka
Ekers kyrka är en kyrkobyggnad i Eker i Strängnäs stift. Den är församlingskyrka i Längbro församling.  

## Kyrkobyggnaden
Byggnaden är Närkes minsta kyrka med 55 platser och utgörs av ett rektangulärt långhus med sakristia i nordost. Ingången ligger i väster. Av den äldsta kalkstenskyrkan från 1100- eller början av 1200-talet återstår västtorn, långhus och korets östmur. Kyrkan byggdes om till salkyrka antingen under senare delen av medeltiden, eller efter en brand i mitten på 1500-talet. Då uppfördes också den befintliga sakristian.
Kyrkans murar är vitputsade, såväl ut- som invändigt. Västtornet ger exteriören dess medeltida prägel. De rundvälvda fönsteröppningarna är samtliga förstorade i senare tid. Kyrkorummet försågs med spegelvalv av trä under 1680-talet. I samband med detta förändrades altaruppsats och predikstol. Kyrkan har därefter endast förändrats i begränsad omfattning. En mer genomgripande restaurering skedde 1954–56 då man återställde de fasta inventariernas ursprungliga färgsättning.